# Лома Мар
Лома Мар (на испански: Loma Mar) е населено място в окръг Сан Матео, района на залива на Сан Франциско, щата Калифорния, Съединените американски щати.
Пощенският код на Лома Мар е 94021.

## Население
Има население от 30 души.